# Yi Zhi
Yi Zhi (伊陟; Yī Zhì), fl. 1400-talet f.Kr. var en kinesisk politiker som var aktiv under Shangdynastin.
Yi Zhi efterträdde sin far Yi Yin som premiärminister för kung Wo Ding och fortsatte sedan i tjänst för efterkommande kung Da Wu. Yi Zhi avgick efter att kung Da Wu beskyllt honom för att vara illojal.